# Championnats d'Afrique de judo 2014
Navigation
Édition précédente Édition suivante
Les Championnats d'Afrique de judo 2014 ont été disputés  du 18 au 21 avril 2014 à Port-Louis à Maurice. Il s’agit de la 35e édition de cette compétition.

## Tableau des médailles
| Rang  | Nation        | Or | Argent | Bronze | Total |
| ----- | ------------- | -- | ------ | ------ | ----- |
| 1     | Algérie       | 5  | 6      | 6      | 17    |
| 2     | Tunisie       | 5  | 3      | 4      | 12    |
| 3     | Égypte        | 2  | 3      | 3      | 8     |
| 4     | Maroc         | 1  | 1      | 8      | 10    |
| 5     | Angola        | 1  | 0      | 0      | 1     |
| -     | Guinée-Bissau | 1  | 0      | 0      | 1     |
| 8     | Cameroun      | 0  | 1      | 6      | 7     |
| 9     | Maurice       | 0  | 1      | 1      | 2     |
| 10    | Gabon         | 0  | 1      | 0      | 1     |
| 11    | Sénégal       | 0  | 0      | 2      | 2     |
| 12    | Ghana         | 0  | 0      | 1      | 1     |
| -     | Madagascar    | 0  | 0      | 1      | 1     |
| Total | Total         | 16 | 16     | 32     | 64    |

## Podiums

### Femmes
| Épreuves                          | Or                         | Argent                       | Bronze                                                      |
| --------------------------------- | -------------------------- | ---------------------------- | ----------------------------------------------------------- |
| Moins de 48 kg poids super-légers | Taciana Lima Guinée-Bissau | Sabrina Saidi Algérie        | Priscilla Morand Maurice Asaramanitra Ratiarison Madagascar |
| Moins de 52 kg poids mi-légers    | Hela Ayari Tunisie         | Christianne Legentil Maurice | Aya Khaled Égypte Meriem Moussa Algérie                     |
| Moins de 57 kg poids légers       | Ratiba Tariket Algérie     | Nesria Jelassi Tunisie       | Fatima Zohra Chakir Maroc Paule Sitcheping Cameroun         |
| Moins de 63 kg poids mi-moyens    | Imène Agouar Algérie       | Souad Belakhal Algérie       | Szandra Szögedi Ghana Rizlen Zouak Maroc                    |
| Moins de 70 kg poids moyens       | Antonia Moreira Angola     | Fabiola Ndanga Cameroun      | Nada Ibrahim Égypte Asma Niang Maroc                        |
| Moins de 78 kg poids mi-lourds    | Kaouther Ouallal Algérie   | Sarah Myriam Mazouz Gabon    | Vanessa Mballa Atangana Cameroun Sarra Mzougui Tunisie      |
| Plus de 78 kg poids lourds        | Nihel Cheikhrouhou Tunisie | Sonia Asselah Algérie        | Christelle Okodombe Foguing Cameroun Sahar Trabelsi Tunisie |
| Open kg Toutes catégories         | Sonia Asselah Algérie      | Nihel Cheikhrouhou Tunisie   | Monica Sagna Sénégal Nadine Wetie Diodjo Cameroun           |

### Hommes
| Épreuves                          | Or                            | Argent                       | Bronze                                              |
| --------------------------------- | ----------------------------- | ---------------------------- | --------------------------------------------------- |
| Moins de 60 kg poids super-légers | Fraj Dhouibi Tunisie          | Ayoub Idrissi Maroc          | Yassine Moudatir Maroc Mohamed Rebahi Algérie       |
| Moins de 66 kg poids mi-légers    | Mohamed Abdelmawgoud Égypte   | Houcem Khalfaoui Tunisie     | Fethi Nourine Algérie Houd Zourdani Algérie         |
| Moins de 73 kg poids légers       | Gideon Van Zyl Afrique du Sud | Oussama Djeddi Algérie       | Mohamed Mohyeldin Égypte Hatim Tagrourti Maroc      |
| Moins de 81 kg poids mi-moyens    | Safouane Attaf Maroc          | Ali Hazem Égypte             | Abdelaziz Ben Ammar Tunisie Yacine Ladour Algérie   |
| Moins de 90 kg poids moyens       | Hatem Abdelakher Égypte       | Abderahmane Benamadi Algérie | Imad Abdallaoui Maroc Ahmed Lahmadi Tunisie         |
| Moins de 100 kg poids mi-lourds   | Lyes Bouyakoub Algérie        | Ramadan Darwish Égypte       | Mbagnick Ndiaye Sénégal Stephane Ombiongno Cameroun |
| Plus de 100 kg poids lourds       | Fayçal Jaballah Tunisie       | Islam El Shahaby Égypte      | Malki El Mehdi Maroc Bilal Zouani Algérie           |
| Open kg Toutes catégories         | Fayçal Jaballah Tunisie       | Mohamed Tayeb Algérie        | Dieudonné Dolassem Cameroun Malki El Mehdi Maroc    |